# Ariolimax columbianus
Ariolimax columbianus är en snäckart som först beskrevs av Gould 1851.  Ariolimax columbianus ingår i släktet Ariolimax och familjen skogssniglar. Inga underarter finns listade i Catalogue of Life.

## Bildgalleri

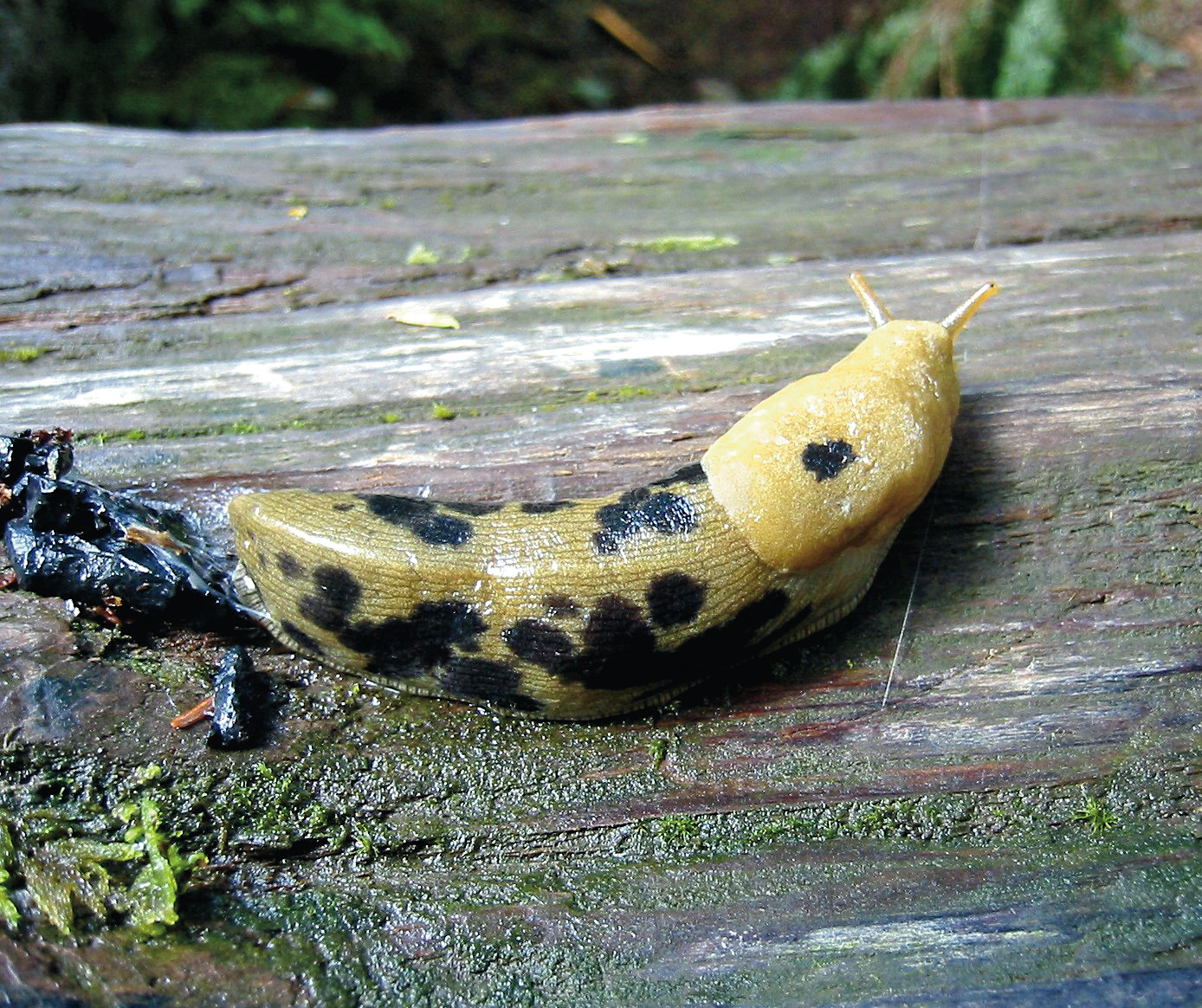
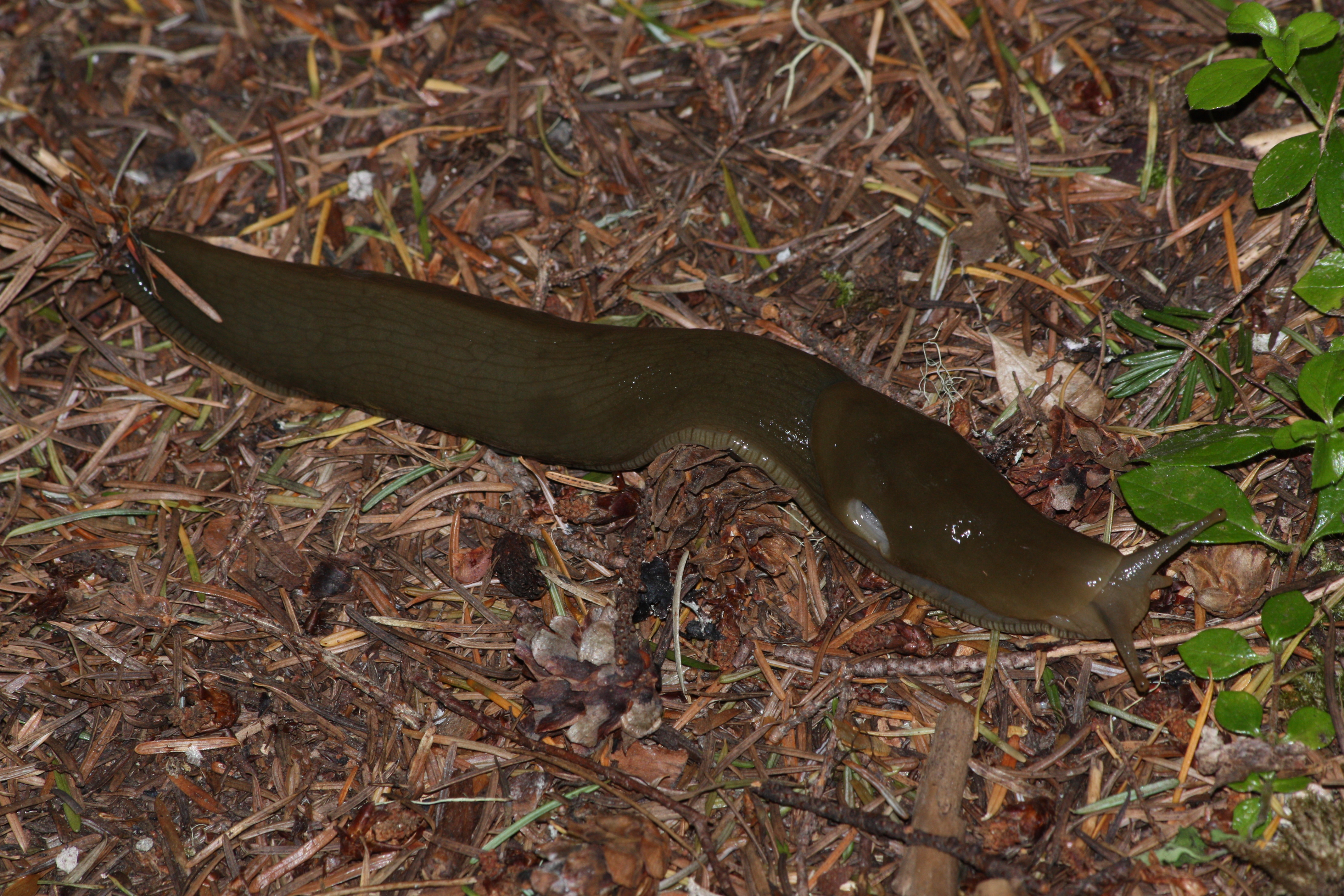
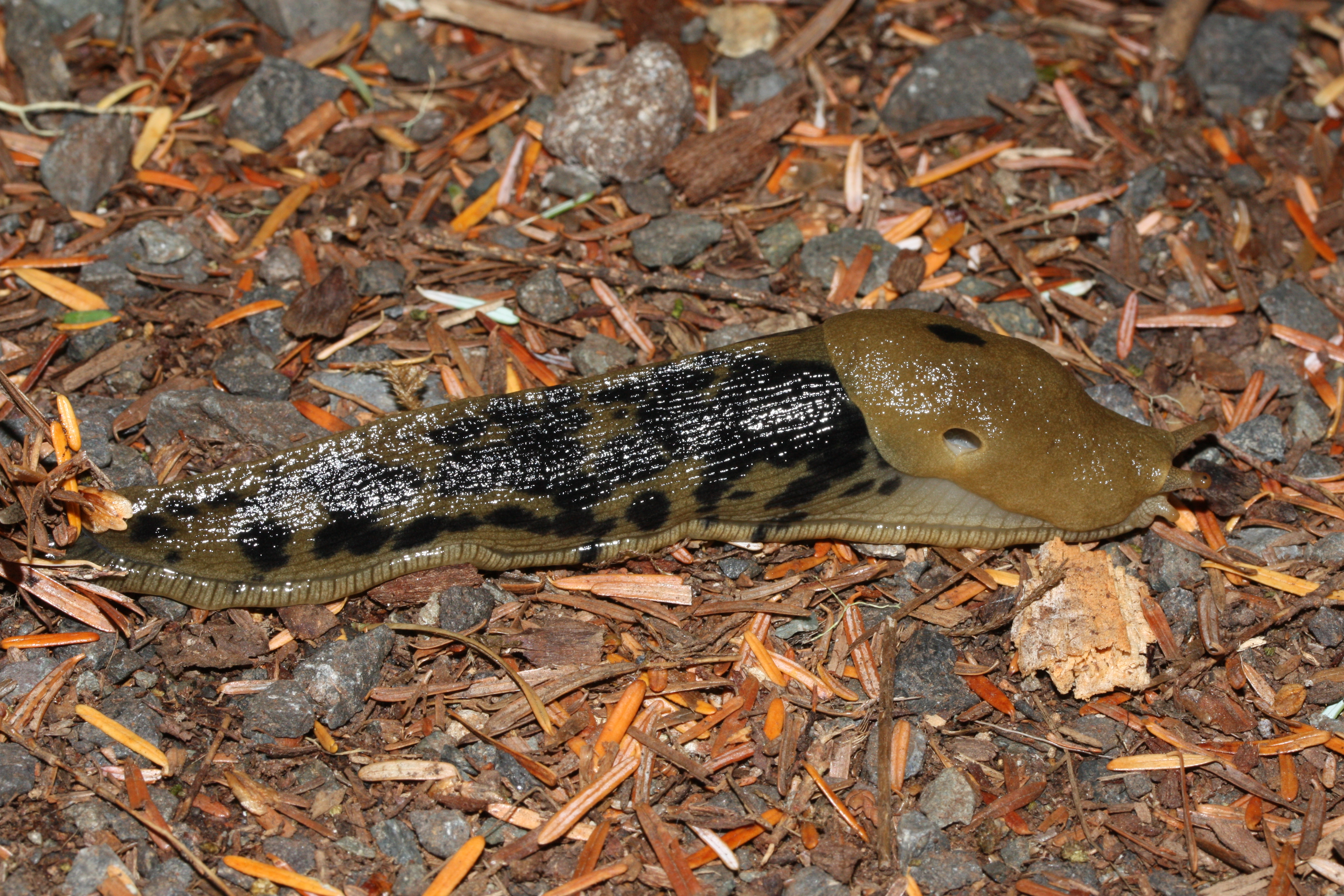
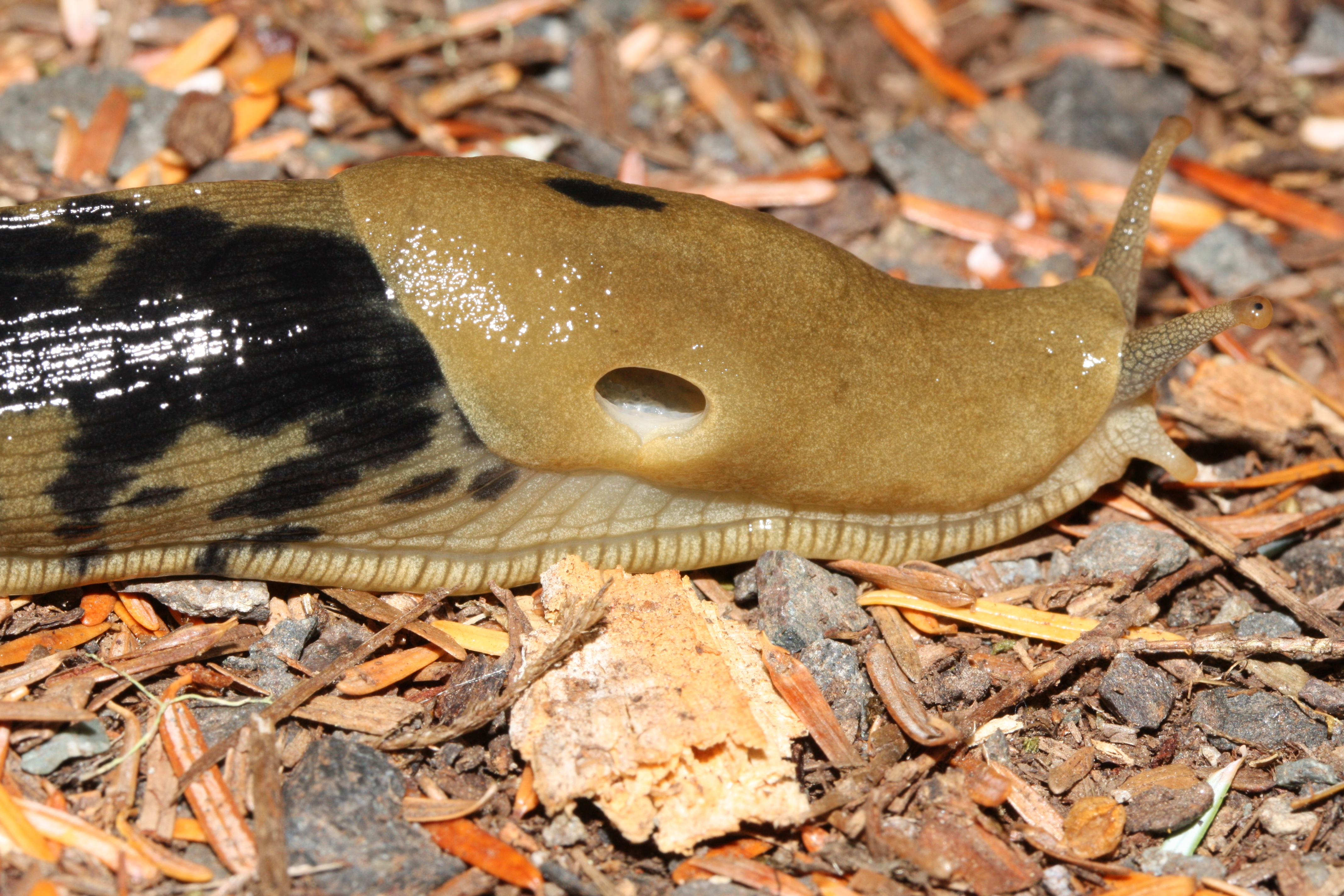
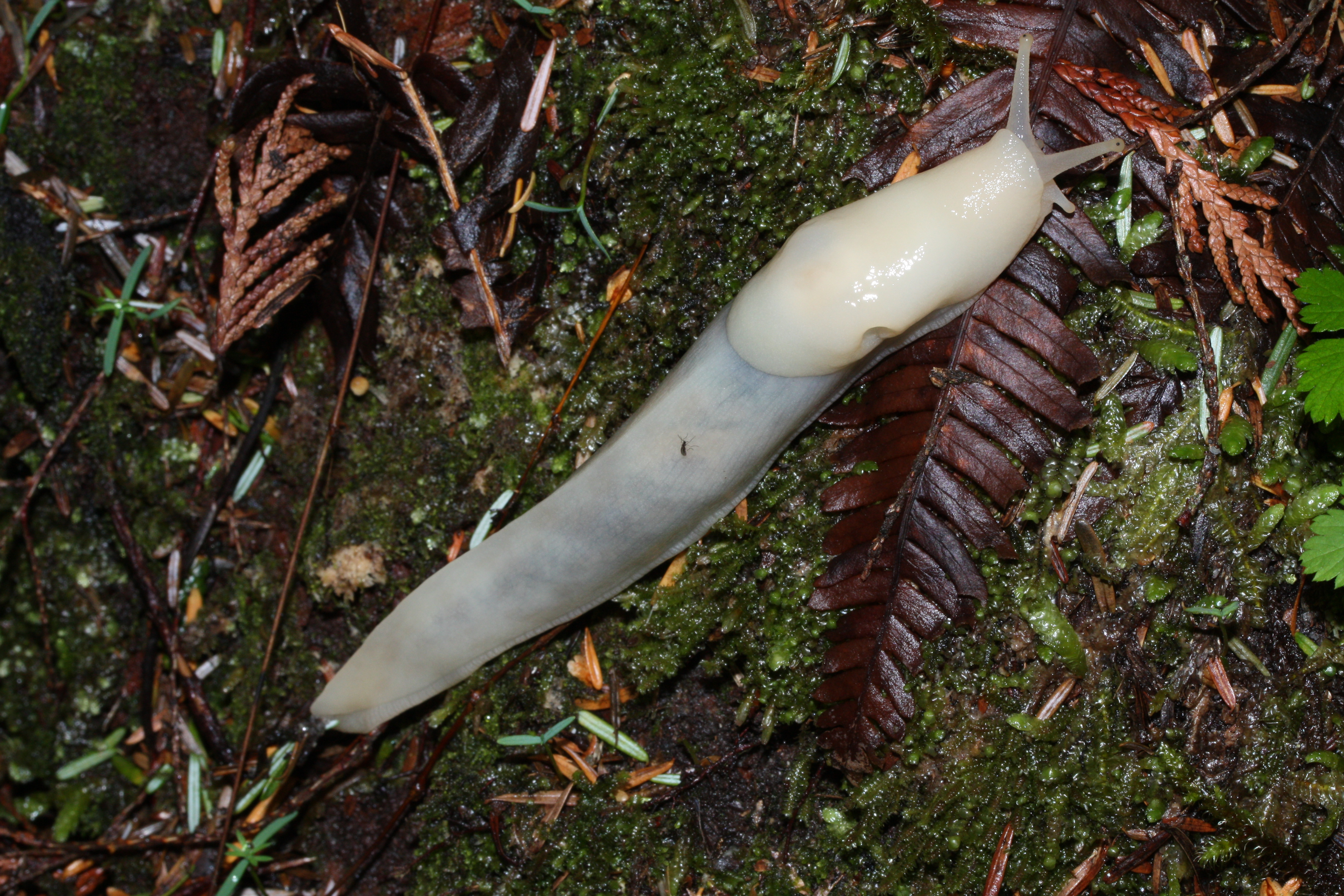
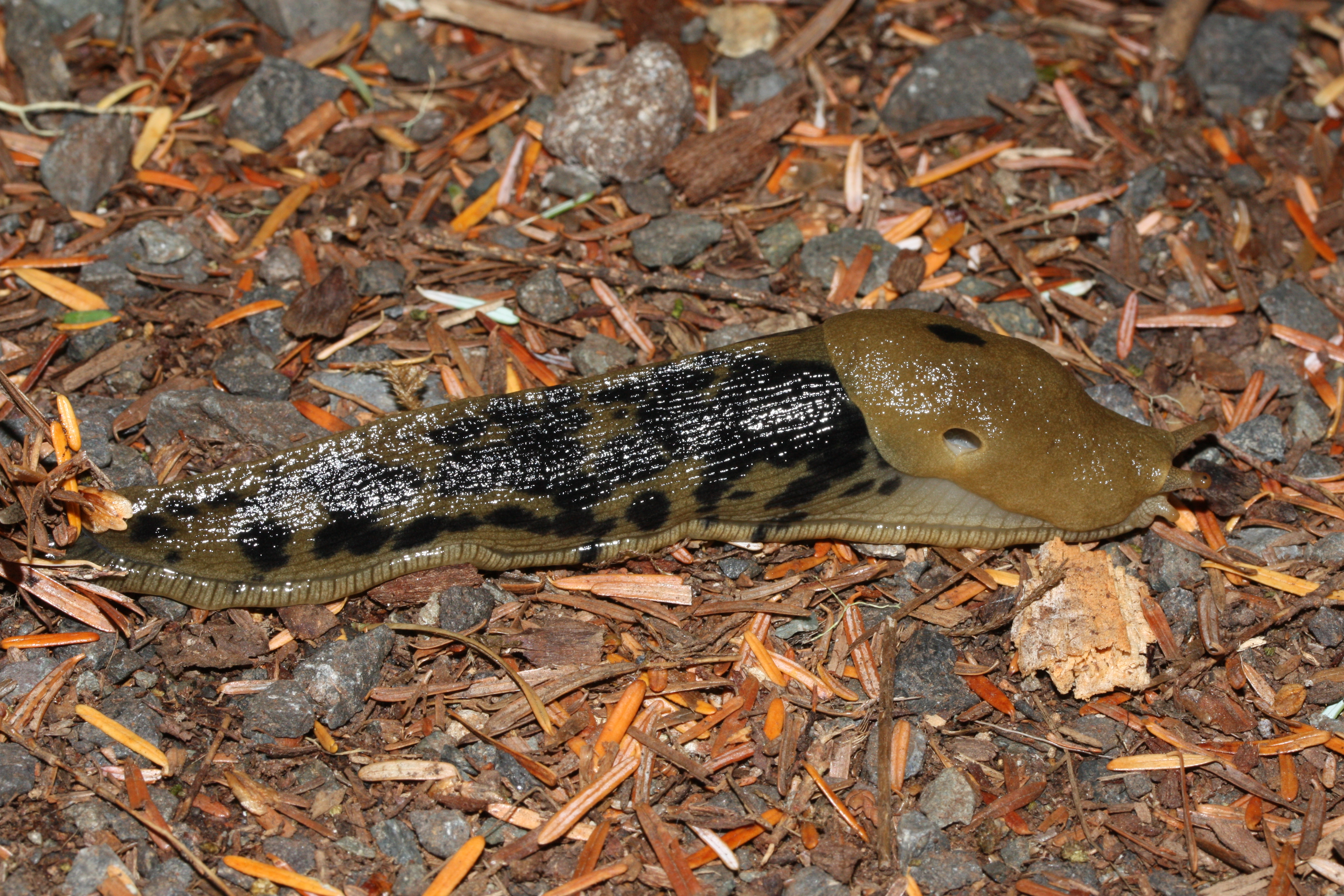